# カール・ルートヴィヒ・ミヘレット
カール・ルートヴィヒ・ミヘレット（Karl Ludwig Michelet, 1801年12月4日 - 1893年12月16日）はドイツの哲学者。ヘーゲル中央派に属す。

## 経歴
ベルリンの生まれ。ベルリン大学で哲学を学ぶ。1824年に哲学博士の学位を取得。当時は、ヘーゲルの哲学が一世を風靡し、彼も例外なくヘーゲルの影響下で学んだ。その後、1829年にベルリン大学教授に就任。終生その職に就いていた。
ヘーゲル哲学を専門に教え、ヘーゲル哲学の伝統の教授と流布に尽力した。1828年に「哲学的道徳の体系」を出版し、責任の倫理学的の理論の解明で注目される。1836年にはパリでアリストテレスの『形而上学』の学説を発表、「道徳と政治の科学」というタイトルでフランス語で出版する。
この他にも1848年には、ニコマコス倫理学、1828年には「アリストテレスの倫理学と道徳の体系との関係」とアリストテレス関係の論説を発表している。「神的個性についての講義」や「永遠なる神的個性の顕現」などを発表。哲学的神学を「新キリスト教的心霊主義」として書かれている。
他に「最新の哲学の体系の歴史－カントからヘーゲルまで」「人間学と心理学」「論理学概論」「自然法-法哲学について」「ヘーゲル、反駁できない世界哲学者」「個々ではない生からの真実」などいずれもヘーゲル哲学の発展、解説に努めた。
また、1832年から1842年までヘーゲル全集の刊行に従事、1845年にベルリン哲学協会を創設。ヘーゲル哲学の代表的な組織として続いている。
機関紙「Der Gedanke」(思想)も主宰し、重要な学術論文雑誌として認識されている。
また、彼は、ヘーゲル学派の分裂により、中央派とされたが左派と中央派との合同を提案していた。従って、右派のような保守的な立場からではなくヘーゲル哲学を発展させていき、ニーチェなどに代表されるニヒリズムの思想、生の哲学などに対抗していった。この姿勢は、20世紀の新ヘーゲル学派の出現に貢献したといえる。